# Honorana notaturia
Honorana notaturia är en fjärilsart som beskrevs av Blanchard 1852. Honorana notaturia ingår i släktet Honorana och familjen mätare. Inga underarter finns listade i Catalogue of Life.